# Viktoria Leléka
Viktoria Leléka (* 10. November 1990 als Viktoria Korniikova) ist eine ukrainische Jazzmusikerin (Gesang), die derzeit in Deutschland lebt.

## Leben und Wirken
Leléka erhielt ihren Bachelor-Abschluss in Darstellender Kunst/Schauspiel an der Nationalen Theater-, Film- und Fernsehhochschule „I. K. Karpenko-Kary“ in Kiew. Im Anschluss studierte sie Jazzgesang am Jazz-Institut Berlin und dann bei Céline Rudolph an der Hochschule für Musik Carl Maria von Weber Dresden.
Leléka sang im Berliner Chor Young Voices Brandenburg und mit der Big Band Flinstones in Berlin. Ebenfalls 2016 wurde sie Preisträgerin des StuVo Jazz Contest 2016 (Berlin) in der Kategorie „ungewöhnliche Interpretation eines Jazz-Standards“ und erhielt ein Stipendium für das International Vocal Jazz Camp der New York Voices.
2016 gründete Leléka in Berlin die Ethno-Jazzband Leléka mit Robert Wienröder, Thomas Kolarczyk und Jakob Hegner. Mit der Gruppe gewann Leléka 2017 den Creole – Global Music Contest und 2018 den „Europäischen Nachwuchs-Jazzpreis“ bei der Internationalen Jazzwoche Burghausen; beim Jungen Münchener Jazzpreis 2019 kam sie auf den zweiten Platz. Roland Spiegel hob ihre „Stimme mit Aura und einem hellen, weichen Klang voll fesselnd natürlicher Kraft“ besonders hervor. Mit dem Quartett, das auch in Ralf Dombrowskis Buch „111 Gründe Jazz zu lieben“ aufgenommen wurde, entstand nach der gleichnamigen EP Leléka (2017) 2019 mit Povel Widestrand als neuem Pianisten das Debütalbum Tuman. Im September 2021 veröffentlichte Leléka das zweite Album Sonce u Serci bei GLM.